# مزاحمة ذاتية
في إستراتيجية التسويق يشير مصطلح المزاحمة الذاتية إلى انخفاض حجم البيع أو إيرادات البيع أو الحصة السوقية لمنتج ما نتيجة لطرح منتج من قِبل نفس الجهة المنتجة.
بينما يبدو ذلك الأمر سلبيًا بطبيعة الحال، إلا أنه في سياق الخطة الإستراتيجية قد تكون المزاحمة أمرًا فعالاً يحقق بنهاية الأمر نموًا سوقيًا أو يفي بمزيد من احتياجات المستهلك. تمثل المزاحمة أهمية أساسية في تحليل مجموعة المنتجات.
على سبيل المثال، عندما طرحت شركة أبل منتج آي باد أدى ذلك إلى انخفاض مبيعات المنتج الأصلي ماكنتوش ولكن أدى حتمًا إلى ظهور سوق موسع لبيع أجهزة الحوسبة للمستهلكين.
وهناك مثال آخر على المزاحمة الذاتية عندما يقدم بائع التجزئة تخفيضًا على منتج معين. يميل المستهلكون لشراء المنتج مخفض السعر عن المنتجات المنافسة ذات الأسعار الأعلى. ولكن عندما ينتهي الموسم الترويجي وتعود الأسعار إلى وضعها الطبيعي، يميل هذا التأثير إلى الاختفاء. يمكن وصف هذا التغيير المؤقت الذي يطرأ على سلوك المستهلك بمصطلح المزاحمة الذاتية، على الرغم من عدم استخدام الباحثين عادةً عبارة «المزاحمة الذاتية» للإشارة لهذه الظاهرة.
في مجال التجارة الإلكترونية تعمد بعض الشركات إلى مزاحمة منتجاتها لبعضها البعض من خلال خفض أسعار عروض منتجاتها على الإنترنت. قد يشتري مزيد من المستهلكين أكثر من المعتاد هذه المنتجات المخفضة، خاصة إذا ما كانت أسعارها مثبتة على أسعار البيع بالتجزئة. وعلى الرغم من احتمالية انخفاض المبيعات في المتاجر إلا أن الشركة قد ترى مكاسبَ إجمالية.
في تقييم المشروعات يجب طرح خسارة المبيعات من الربح المقدر للمنتج الجديد.
وهناك حالة شائعة أخرى للمزاحمة الذاتية تتمثل في فتح الشركات، خاصة شركات البيع بالتجزئة مواقع إلكترونية قريبة من بعضها وتتنافس في واقع الأمر على نفس المستهلكين. ويظهر احتمال المزاحمة الذاتية غالبًا  عند النظر للشركات التي لها منافذ بيع عديدة في منطقة ما مثل، ستاربكس أو ماكدونالدز.
وتمثل المزاحمة الذاتية أمرًا مهمًا في إستراتيجية التسويق عندما تستهدف إحدى المنظمات توسيع العلامة التجارية. وفي المعتاد عندما يجري توسيع العلامة التجارية من فئة فرعية (على سبيل المثال، مارلبورو) لتشمل فئة فرعية أخرى (على سبيل المثال، مارلبورو لايت)، هناك احتمال أن يتقلص جزء من مبيعات إحدى الفئتين بفعل الفئة الجديدة. ولكن إذا ما كان الهدف الإستراتيجي لمثل هذا التوسيع هو الحصول على سوق أكبر ذي قطاع سوقي مختلف وبالرغم من الخسارة المحتملة في مبيعات القطاع الحالي، فإن حركة انطلاق المنتج الجديد قد يطلق عليها «إستراتيجية مزاحمة ذاتية». في الهند حيث الصعود الكبير لقطاع سيارات الركاب منذ مطلع هذا القرن، فإنه ينظر إلى انطلاق سوزوكي ألتو التي أطلقتها ماروتي سوزوكي في نفس الفئة الفرعية التي تنتمي لها ماروتي 800، والتي كانت رائدة قطاع السيارات الصغيرة المنافسة لهيونداي، على أنه حالة كلاسيكية من إستراتيجية المزاحمة الذاتية.
والشركة التي تنخرط بالمزاحمة الذاتية تنافس نفسها بطريقة فعالة. وهناك سببان يدفعان الشركات لذلك. أولاً، رغبة الشركة في زيادة حصتها السوقية وارتيادها مغامرة تقوم على اعتمادها على أن طرح المنتج الجديد سيضر بالمنافسين الآخرين أكثر مما سيضر بالشركة ذاتها. ثانيًا، قد تعتقد الشركة أن المنتج الجديد سيحقق مبيعات أكثر من الأول أو سيحقق مبيعات تستهدف فئة أخرى من المشترين. على سبيل المثال، قد تصنع الشركة سيارات ثم تبدأ بعد ذلك بتصنيع الشاحنات. بينما يناسب المنتجان نفس السوق العام (السائقين)، إلا أن أحدهما قد يكون ملائمًا أكثر لاحتياجات فرد أكثر من الآخر. رغم ذلك قد تؤدي المزاحمة الذاتية للشركات إلى آثار سلبية: قد تبدأ قاعدة مستهلك مصنِّع السيارة في شراء الشاحنات بدلاً من السيارات مما يؤدي إلى رفع مبيعات الشاحنة بينما لا تزيد الحصة السوقية للشركة. وإنما قد تتعرض للانخفاض. ويسمى ذلك أيضًا المزاحمة الذاتية السوقية.